# ويليام ماسون (رجل أعمال)
ويليام ماسون (بالإنجليزية: William Mason)‏ هو شخصية أعمال أمريكي، ولد في 22 نوفمبر 1757، وتوفي في 7 فبراير 1818 في Mattawoman (plantation) ‏ في الولايات المتحدة.